# Карламан (Кармаскалинский район)
Карламан (баш. Ҡарлыман) — деревня в Кармаскалинском районе Башкортостана, входит в состав Кармаскалинского сельсовета.

## Географическое положение
Расстояние до:
- районного центра (Кармаскалы): 6 км,
- центра сельсовета (Кармаскалы): 6 км,
- ближайшей ж/д станции (Карламан): 18 км.

## Население
| 2002 | 2009 | 2010 |
| ---- | ---- | ---- |
| 628  | ↗650 | ↘633 |

Национальный состав
Согласно переписи 2002 года, преобладающая национальность — башкиры (95 %).

## Достопримечательности
- Дом-музей поэта Ш. Биккула
- Карламанская пещера — в 3 километрах от села.

## Религия
В деревне есть мечеть.

## Известные уроженцы
- Исхаков, Фан — (2 сентября 1932 — 11 марта 2014) - Кавалер Ордена Трудового Красного Знамени, почетный гражданин Кармаскалинского района.
- Шариф Биккул (28 мая 1924 — 3 сентября 1995) — башкирский советский писатель, заслуженный работник культуры Башкирской АССР (1976), Заслуженный работник культуры РСФСР (1980).